# Udtja (naturreservat)
Udtja är ett naturreservat i Arjeplogs kommun och Jokkmokks kommun i Norrbottens län.
Området är naturskyddat sedan 1995 och är 1 500 kvadratkilometer stort. Reservatet omfattar ett stort urskogsområde med vidsträckta myrar med uppstickande lågfjäll, hedar, grandominerad skog och fjällbjörkskog på de högsta partierna. 